# フィリップ・クリスタンヴァル
フィリップ・シャルル・リュシアン・クリスタンヴァル（Philippe Charles Lucien Christanval, 1978年8月31日 - ）は、フランスの元サッカー選手。ポジションは主にディフェンダー。
グアドループ諸島にルーツを持つ。

## 経歴
ASモナコの下部組織出身。1997年のワールドユース選手権マレーシア大会にU-20フランス代表として出場した経験がある。
1999年、モナコのジャン・ティガナ監督（当時）に認められてトップチームに昇格。プロ1年目でクラブのリーグタイトル獲得を経験し、その後も主力選手として順調にキャリアを重ね、UEFAチャンピオンズリーグにも数試合出場した。2000年10月7日には、対南アフリカ戦でフランス代表デビューも飾った。
モナコでの活躍で国内外から注目を集め、2001年6月に650万ポンド（約11億円）の移籍金でスペインのFCバルセロナへ移る。移籍初年度こそ出場機会は得られたものの、フィードに正確性を欠き、凡ミスが目立つなどファン・ハール監督の信頼を得られず、2002-03シーズンは度重なる怪我の影響もあって、主力メンバーから外される失意のシーズンを過ごした。同年開催されたワールドカップ日韓大会のフランス代表メンバーには、マルセル・デサイー、フランク・ルブフのバックアップとして名を連ねた。
W杯終了後フランスに戻り、オリンピック・マルセイユに入団。2シーズンを過ごしたが出場はわずか13試合に留まり、2005年に自由契約となる。同オフ、新たな活動の場を求めてイングランド・アーセナルFCの入団テストを受ける。正式契約には至らなかったが、同じロンドンに本拠地を構えるフラムFCと3年契約を結んだ。
フラムのクリス・コールマン監督にその状況判断能力を高く評価され、イングランドでのデビュー戦では守備的ミッドフィールダー（ボランチ）として出場。不慣れなポジションながら、パパ・ブバ・ディオプ（セネガル代表）と息の合ったプレーを披露した。その後もコンスタントに出場を重ね、チームのディフェンスの要となっている。
2009年4月9日、所属するクラブが見つからなかったため現役引退を表明。

## 所属クラブ
- 1999-2001  ASモナコ
- 2001-2003  FCバルセロナ
- 2003-2005  オリンピック・マルセイユ
- 2005-2008  フラムFC

## 代表歴

### 出場大会
- フランス代表
  - 2002 FIFAワールドカップ

### 試合数
- 国際Aマッチ 6試合 0得点（2000年-2002年）[2]

| フランス代表 | 国際Aマッチ | 国際Aマッチ |
| 年           | 出場        | 得点        |
| ------------ | ----------- | ----------- |
| 2000         | 1           | 0           |
| 2001         | 0           | 0           |
| 2002         | 5           | 0           |
| 通算         | 6           | 0           |

## タイトル
- ASモナコ

リーグ・アン 2000